# Mariusz Latek
Mariusz Latek (ur. 25 kwietnia 1972) – polski dyrygent, śpiewak (tenor).

## Życiorys
Absolwent Akademii Muzycznej w Warszawie na wydziale Edukacji Muzycznej w Katedrze Dyrygentury Chóralnej u prof. Józefa Boka oraz Dariusza Różankiewicza. Ukończone Podyplomowe Studia Menadżerskie dla Twórców, Artystów i Animatorów Kultury na Wydziale Zarządzania Uniwersytetu Warszawskiego w 2007 oraz Podyplomowe Studium Chórmistrzowskie przy Akademii Muzycznej w Bydgoszczy w 2010. Śpiewał jako tenor w chórach: Teatru Wielkiego, Marka Toporowsksiego, Teatru Muzycznego Roma(1995/1996).
Od 1999 do 2006 prowadził chór Misericordia przy Sanktuarium Miłosierdzia Bożego w Ożarowie Mazowieckim. W 2006 założył Chór Ab Imo Pectore, który przygotowany i prowadzony przez Mariusza Latka, uczestniczył w wielu konkursach na których zdobywa nagrody.
Od 2012 jest organistą w kościele parafialnym w Ołtarzewie.
W 2014 obroniona rozprawa doktorska z dyrygentury na Akademii Muzycznej w Bydgoszczy p.t "Wybrane utwory a cappella jako przykład nurtu soteriologicznego w muzyce sakralnej".
Jest inicjatorem i dyrektorem Festiwalu Polskiej Muzyki Dawnej w Ożarowie Mazowieckim (prawykonania dzieł m.in. Leopolda Pycha i Simona Ferdinanda Lechleitnera).
W czerwcu 2025 został odznaczony brązowym medalem Gloria Artis

## Działalność samorządowa
W kadencji 2014-2018 radny powiatu warszawskiego zachodniego. Wybrany radnym powiatu na kadencję 2018-2023.